# Liste der Stolpersteine in Westerkappeln
Die Liste der Stolpersteine in Westerkappeln enthält alle Stolpersteine, die im Rahmen des gleichnamigen Kunst-Projekts von Gunter Demnig in Westerkappeln verlegt wurden. Mit ihnen soll an Opfer des Nationalsozialismus erinnert werden, die in Westerkappeln lebten und wirkten.

## Stolpersteine in Westerkappeln
| Adresse               | Person, Inschrift   | Verlege- datum | Bild | Anmerkung |
| --------------------- | ------------------- | -------------- | ---- | --------- |
| Große Straße 4        | Ernst Reinhaus      | 2. März 2014   |      |           |
| Große Straße 4        | Lilly Reinhaus      | 2. März 2014   |      |           |
| Große Straße 4        | Martha Reinhaus     | 2. März 2014   |      |           |
| Große Straße 4        | Walter Reinhaus     | 2. März 2014   |      |           |
| Osnabrücker Straße 11 | Bernhardine Block   | 2. März 2014   |      |           |
| Osnabrücker Straße 11 | Dr. Feodor Block    | 2. März 2014   |      |           |
| Osnabrücker Straße 11 | Dr. Gertrud Block   | 2. März 2014   |      |           |
| Osnabrücker Straße 11 | Dr. Hildegard Block | 2. März 2014   |      |           |